# Tom Dradriga
Tom Dradriga (* 17. Juni 1996) ist ein ugandischer Leichtathlet, der sich auf den Mittelstreckenlauf spezialisiert hat. 

## Sportliche Laufbahn
Erste Erfahrungen bei internationalen Meisterschaften sammelte Tom Dradriga im Jahr 2022, als er bei den Afrikameisterschaften in Port Louis mit 1:51,28 min im Halbfinale im 800-Meter-Lauf ausschied. Anschließend kam er bei den Commonwealth Games in Birmingham mit 1:51,40 min nicht über den Vorlauf hinaus. Im Jahr darauf startete er bei den Weltmeisterschaften in Budapest und schied dort mit 1:48,60 min in der ersten Runde aus. 2024 belegte er bei den Afrikaspielen in Accra in 1:46,14 min den vierten Platz. Im Juni gewann er bei den Afrikameisterschaften in Douala in 1:46,01 min die Bronzemedaille über 800 Meter hinter dem Kenianer Alex Ngeno Kipngetich und Kethobogile Haingura aus Botswana und im 1500-Meter-Lauf belegte er in 3:44,11 min den siebten Platz. Anschließend schied er bei den Olympischen Sommerspielen in Paris mit 1:46,15 min in der Hoffnungsrunde aus. Im Jahr darauf erreichte er bei den Hallenweltmeisterschaften in Nanjing das Finale über 800 Meter und belegte dort in 1:50,19 min den sechsten Platz.
In den Jahren 2019 und 2022 wurde Dradriga ugandischer Meister im 800-Meter-Lauf.

## Persönliche Bestzeiten
- 800 Meter: 1:44,74 min, 22. Juli 2023 in Madrid
  - 800 Meter (Halle): 1:46,39 min, 10. Januar 2025 in Sabadell
- 1500 Meter: 3:41,77 min, 15. März 2025 in Kampala